# Perseo y Andrómeda (Tiziano)

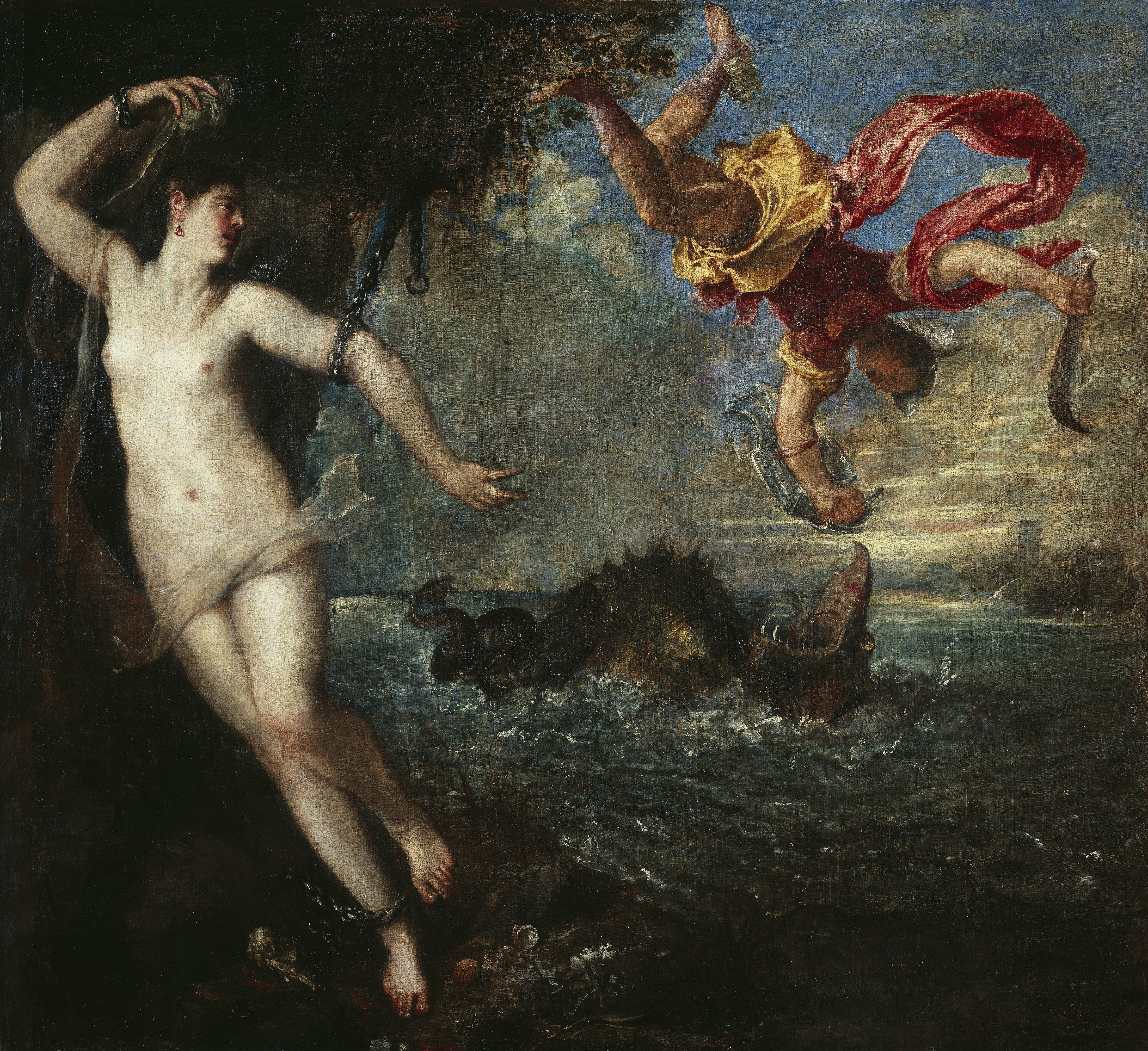
Perseo y Andrómeda.

Perseo y Andrómeda es una pintura del artista renacentista italiano Tiziano, ahora en la Colección Wallace de Londres. Fue pintada entre 1554 y 1556 como parte de una serie de pinturas mitológicas llamadas "poesías", destinadas al rey Felipe II de España. Las pinturas plasmaron temas de Las Metamorfosis del poeta romano Ovidio, en este caso el Libro IV, líneas 663–752, y todas presentaban desnudos femeninos.
La pintura es un óleo sobre lienzo de 175 x 189,5 cm. Probablemente ya fue descrita como "dañada" en 1605, y ha sufrido daños posteriores, además de probablemente haber sido recortada por todos sus lados. Las modernas técnicas de visualización científica muestran una cantidad inusualmente grande de cambios a medida que evolucionaba la composición.
La pintura representa al héroe Perseo volando por el aire para combatir a un monstruo marino, que fue enviado por Poseidón (o Zeus, según el relato) para devorar a Andrómeda, quien está en primer plano encadenada desnuda a un acantilado junto al mar como sacrificio a la bestia. Perseo ya atacó y ha herido al monstruo en el hombro.
La obra viajó mucho. Pintada en Venecia, pasó más tarde a la actual Bélgica, luego fue a España, Italia, Inglaterra y Francia antes de regresar a Inglaterra.

## Tema y fuentes

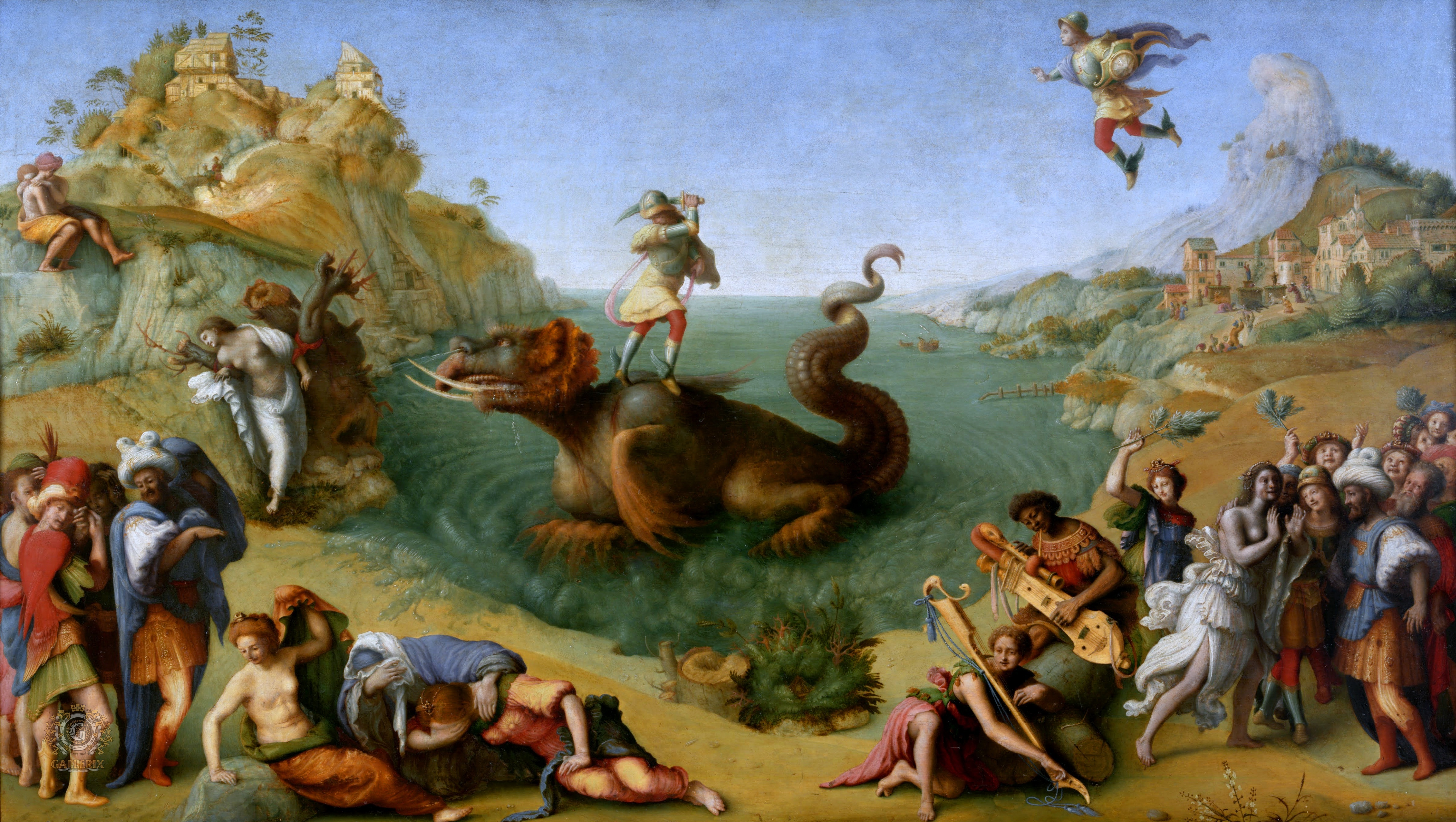
Perseo liberando a Andrómeda por Piero di Cosimo, c. 1510, una de las pocas pinturas de caballete anteriores sobre el tema; en los Uffizi.

En la mitología griega, el reino de Etiopía estaba gobernado por la bella pero vanidosa reina Casiopea; sostenía que su belleza, y la de su hija Andrómeda, era superior a la de las nereidas, que eran hijas de Poseidón, el dios del mar. Cuando las ninfas se dieron cuenta de sus afirmaciones, protestaron ante su padre, quien tomó represalias enviando a Ceto, un monstruo marino para devastar la costa de Etiopía, poniendo en riesgo el reino. Siguiendo el consejo de Júpiter Amón, la reina, junto con su marido Cefeo, decidió sacrificar a su hija Andrómeda al monstruo. Perseo, volando de regreso después de matar a la gorgona Medusa, mata al monstruo y rescata a Andrómeda, con quien luego se casa.
Tiziano sigue bastante de cerca a Ovidio, aunque es probable que su latín fuera pobre y se basó principalmente en versiones algo simplificadas en italiano. Esto puede explicar algunas de las diferencias con el original latino, aunque es posible que Tiziano haya interpretado la historia libremente. En Ovidio los padres de Andrómeda están cerca; aquí probablemente estén en la orilla de enfrente, junto a la ciudad. Andrómeda se alza entre conchas y corales. Ovidio menciona el coral, pero como formado luego a partir de las salpicaduras de la sangre de la cabeza de Medusa cuando Perseo la posa en la playa. Ovidio describe a Andrómeda como una estatua y llorando; La descripción de Tiziano coincide con ambos. Mercurio le había dado a Perseo su espada curva y Minerva su escudo. Como Mercurio, el héroe usa tanto botas como casco alados.
Se han sugerido varias fuentes visuales, tanto de las toscas ilustraciones xilográficas de varias ediciones de Ovidio anteriores y contemporáneas, como de relieves clásicos específicos, así como de un conocido dibujo de Miguel Ángel de Cristo resucitado (Museo Británico). Todas las ilustraciones del libro "muestran a Perseo con un casco alado como Mercurio, para el cual no hay justificación textual, y portando un pequeño escudo barroco de desfile, características que Tiziano pudo haber recordado más tarde".

## Las "poesías"

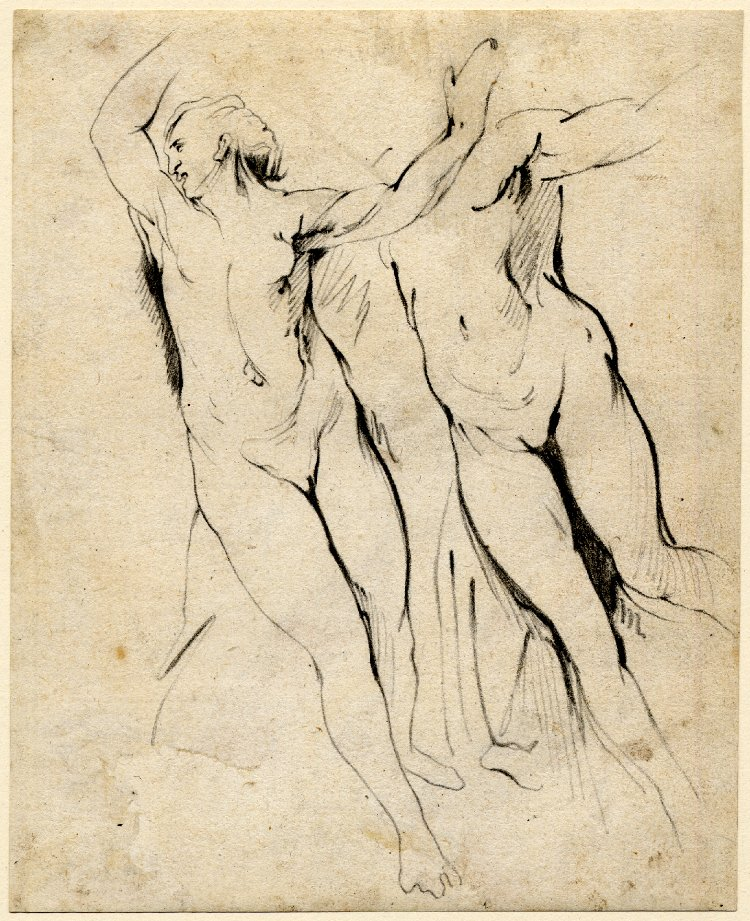
Copia en el Museo Británico del dibujo de Anton van Dyck de su cuaderno de bocetos italiano, ahora en Chatsworth House, quizás a partir de un dibujo de Tiziano.

Las dos primeras de la serie de "poesías" fueron Dánae y Venus y Adonis, entregadas en 1553 y finales de 1554 respectivamente. Ambas eran repeticiones con variaciones de composiciones que Tiziano ya había pintado en la década anterior para la familia Farnesio en Roma. En una carta de Tiziano a Felipe que acompañaba a Venus y Adonis, señaló que la pareja ofrecía poses contrastantes y prometió "otra vista diferente" tanto en el Perseo y Andrómeda como en el Jasón y Medea que pretendía producir. Estas iban a ser las primeras composiciones originales de la serie, pero no hay rastro de Jason y Medea, que presumiblemente fue abandonada. En cambio, El rapto de Europa está diseñado como compañero de Perseo y Andrómeda.
La composición se desarrolló a través de varias etapas, que pueden rastrearse mediante rayos X y reflectografía infrarroja, y un dibujo que se conserva. Algunos de los elementos anteriores todavía pueden verse a simple vista tras un examen detenido de la pintura. Al principio Andrómeda estaba a la derecha, en una pose bastante similar, pero inclinada de izquierda a derecha como en la imagen final. El brazo de la izquierda estaba levantado por encima de su cabeza de manera similar, pero el otro brazo más o menos horizontal y la cabeza presumiblemente mirando hacia el centro. Hay un dibujo de Anton van Dyck de su cuaderno de bocetos italiano (ahora en Chatsworth House) que registra tal figura, probablemente copiando un dibujo perdido de Tiziano, una rareza en esta etapa de su carrera.

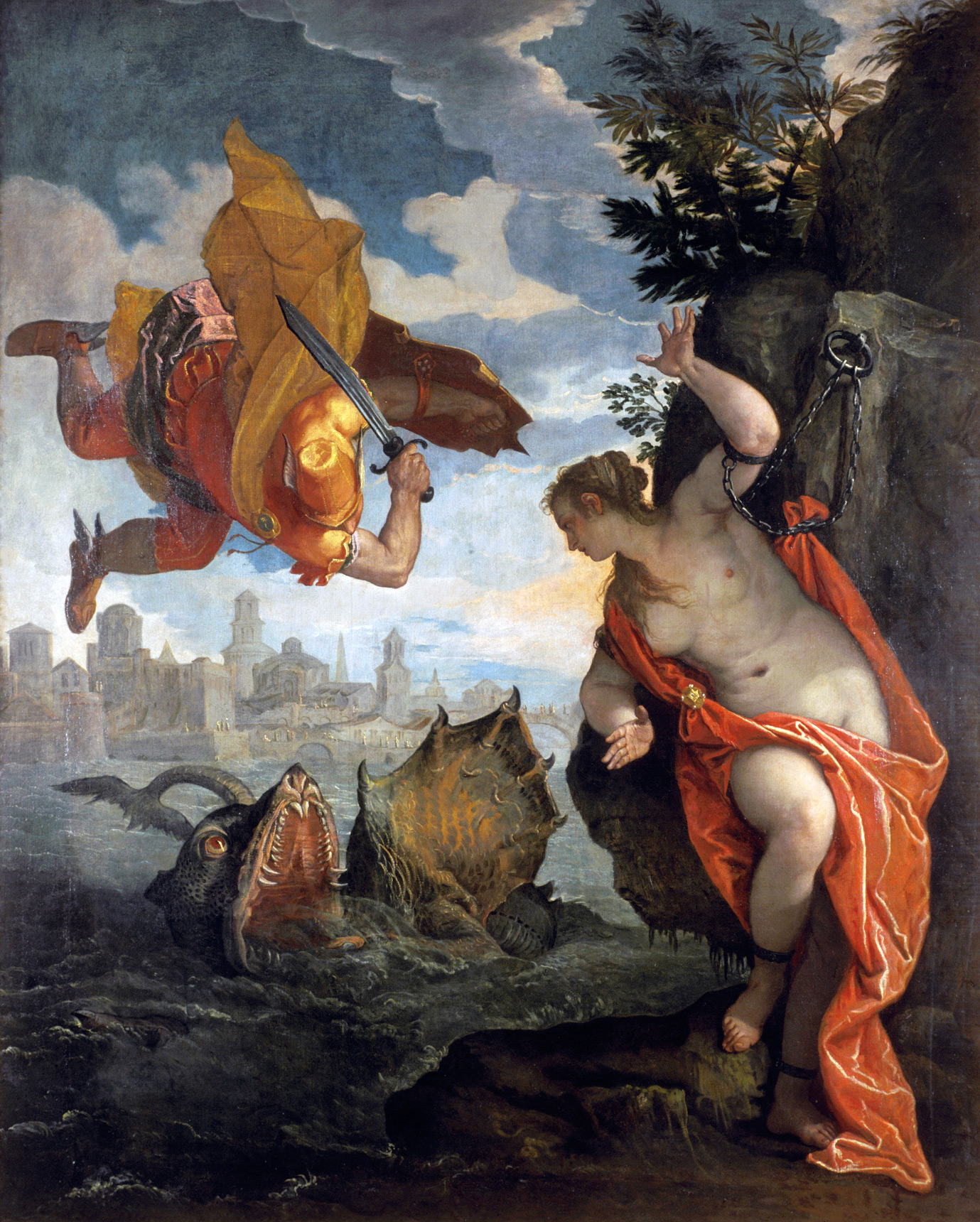
La pintura de Paolo Veronese ahora en Rennes, 1576-1578, que es similar a la de Tiziano invertida.

Cuando Andrómeda fue movida a la izquierda de la pintura, su pose era diferente a la de la pintura final, más similar a la original cuando estaba a la derecha. Hubo varias posiciones diferentes, algunas de las cuales no fueron más allá del dibujo, para los miembros, la espada y el escudo de Perseo. El monstruo originalmente se elevó más alto fuera del agua.
Desde una perspectiva disidente, Rearick ve el lienzo de la colección Wallace como una segunda versión, siendo el original el entregado a Felipe en 1556, y ahora perdido, con Andrómeda a la derecha. Considera un cuadro de Paolo Veronese en Rennes como una paráfrasis de esta versión.
Unos años más tarde, probablemente en 1558, Tiziano pintó para María de Hungría, tía de Felipe, una Santa Margarita y el Dragón (en el Prado) que, con la eliminación de Perseo, y más ropas y una cruz llevadas por la santa, muestra prácticamente la misma situación, con un acantilado, el mar y una ciudad al otro lado de una bahía.

## Procedencia
Felipe recibió la pintura en Gante, en los Países Bajos Españoles, en septiembre de 1556. En 1574 Tiziano todavía no había cobrado su salario, según una lista que envió al secretario y favorito de Felipe, Antonio Pérez. Parece haber abandonado la colección real española antes de la muerte de Felipe en 1598 (la única "poesía" que lo hizo), pero fue reemplazada por una copia detallada, ahora en Gerona. Pudo haber sido regalada a Pérez, como lo fueron otros cuadros importantes. Esto habría sido antes de su drástica caída en desgracia en 1579.
Alternativamente, es posible que haya sido entregada a la familia de los escultores de la corte Leone Leoni y su hijo Pompeo, a quienes también se les entregaron pinturas de Felipe. Es posible que la familia Leoni lo comprara cuando las colecciones de Pérez se dispersaron. Hay registros de pinturas del tema en las colecciones de Pérez en 1585-86 (descritas como "grandes"), de León Bautista Leoni a su muerte en 1605 ("una Andrómeda dañada por Tiziano") y de su padre Pompeo Leoni a su muerte en 1608 (descrita como "grande" y "por Tiziano"). Todos estos pueden referirse a esta pintura, pero esto no es seguro.
La pintura seguramente estaba en la colección de Anton van Dyck, quien pudo haberla adquirido de la familia Leoni, afincada en Milán, durante sus años en Italia de 1621 a 1627. Fue incluida entre sus pinturas a su muerte en Londres en 1641, y comprada en 1646 por uno de los mejores clientes de van Dyck, Algernon Percy, décimo conde de Northumberland, junto con el Retrato de la familia Vendramin también de Tiziano (ahora en la National Gallery). Northumberland pagó 200 libras esterlinas por la pareja y otras 80 libras esterlinas en 1656. Sin embargo, no parece haber sido propiedad de Northumberland por mucho tiempo y estaba en Francia en 1654, y posiblemente ya en 1649. En 1654 estaba en la casa parisina del político Louis Phélypeaux, señor de La Vrillière, donde permaneció hasta 1717, vendida con la casa en 1705.
Luego se unió a la famosa Colección de Felipe II, duque de Orleans, regente de Francia, para reunirse con otras cuatro "poesías" de Tiziano y otras dos versiones de Tiziano de Venus y Adonis. En ese momento sólo las versiones de Felipe de Venus y Adonis y Dánae permanecían en la colección real española; ahora están en el Prado y en Apsley House, respectivamente. Como la mayoría del resto de las pinturas italianas de Orleans, se trasladó a Londres, donde la colección se dispersó después de la Revolución Francesa en una complicada serie de transacciones, en algunas de las cuales se describió erróneamente como anteriormente en la colección de Carlos I de Inglaterra. En 1798 estaba valorada en 700 guineas, pero no se vendió y finalmente se vendió por 310 en 1800 y por 362 libras en 1815. Esto fue mucho menos que las 2.500 libras esterlinas que el duque de Bridgewater, uno de los miembros del sindicato que manejaba las ventas, pagó por cada una de Diana y Acteón y Diana y Calisto, otras "poesías".

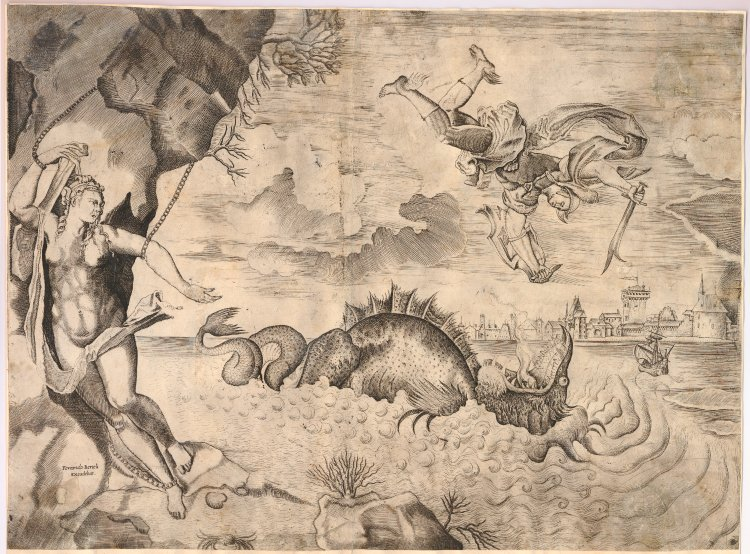
Grabado de Ferrando Bertelli.

La venta de 1815 fue la última vez que el cuadro salió al mercado. Fue comprado por el conde de Yarmouth, desde 1822 Francis Seymour-Conway, tercer marqués de Hertford, padre del cuarto marqués, principal coleccionista que formó la Colección Wallace. El tercer marqués contribuyó con relativamente pocas pinturas a la Colección Wallace, y en su mayoría eran retratos.
Inicialmente, el cuadro no fue considerado una de las estrellas de la colección. Entre 1842 y aproximadamente 1854 estuvo almacenado en el depósito del Pantechnicon en Londres, antes de trasladarse a Hertford House, ahora sede de la Colección Wallace, donde ha permanecido. Un inventario de 1870 lo registra en el "trastero" de allí, descrito como de mano de Domenichino, e Ingamells señala con desaprobación que "entre 1876 y 1897 colgó sin cristal sobre una bañera en el vestidor de Sir Richard Wallace", antes de ser correctamente identificado y rescatado del vapor del recipiente.
En una ocasión excepcional y difícilmente repetible, en 2020-2021 las seis poesías de Tiziano se reunieron en una exposición que pasó por tres sedes: National Gallery de Londres, Museo del Prado de Madrid e Isabella Stewart Gardner Museum de Boston; la muestra del Prado se complementó con más obras de diversos maestros .

## Copias e impresiones
La pintura no fue copiada por Tiziano ni por su taller, como sí lo fueron las dos primeras "poesías", pero existen copias posteriores. Cuando Felipe II regaló el cuadro, se hizo una copia para la colección real española, que en 1882 fue enviada al museo de Gerona. El Museo del Hermitage conserva una copia que probablemente perteneció al príncipe Eugenio de Saboya. El Museo Ingres en Montauban, Francia, tiene una copia del siglo XVII que se encontraba en el Palacio de Versalles, donde se registró en 1683.
Un grabado del veneciano Ferrando Bertelli data probablemente de la década de 1550 y es una representación fiel, aunque amplía la composición por todos los lados excepto el izquierdo, reflejando posiblemente el tamaño original de la pintura, que ha sido recortada hasta un punto desconocido. Giovanni Battista Fontana (1524-1587) produjo dos grabados, uno fechado en 1564 y no muy similar, el otro más cercano al Tiziano y sin fecha. Tampoco son exactamente reproducciones. Las ilustraciones de Ovidio de finales del siglo XVI en adelante suelen adoptar aspectos o la disposición general de la pintura, sin ser copias. Las numerosas pinturas sobre el tema en los siglos posteriores tendieron a seguir la presentación del tema por parte de Tiziano con las dos figuras principales y el monstruo, aunque sin copiar su composición. El tema se hizo especialmente popular en el siglo XIX.

## "Poesías", serie mitológica
- Danaë, entregada a Felipe en 1553, ahora en la Colección Wellington de Apsley House, con versiones anteriores y posteriores.
- Venus y Adonis, Museo del Prado, entregada en 1554, y varias versiones más.
- Perseo y Andrómeda, Colección Wallace, c. 1554-1556.
- Diana y Acteón, 1556-1559, propiedad conjunta de la National Gallery de Londres y la Galería Nacional de Escocia en Edimburgo.
- Diana y Calisto, 1556-1559, propiedad conjunta de la National Gallery de Londres y la Galería Nacional de Escocia en Edimburgo.
- El rapto de Europa, c. 1560-1562, Museo Isabella Stewart Gardner.
- La muerte de Acteón, National Gallery, nunca entregada y en numerosas ocasiones no contada en la serie, c. 1559 en adelante.

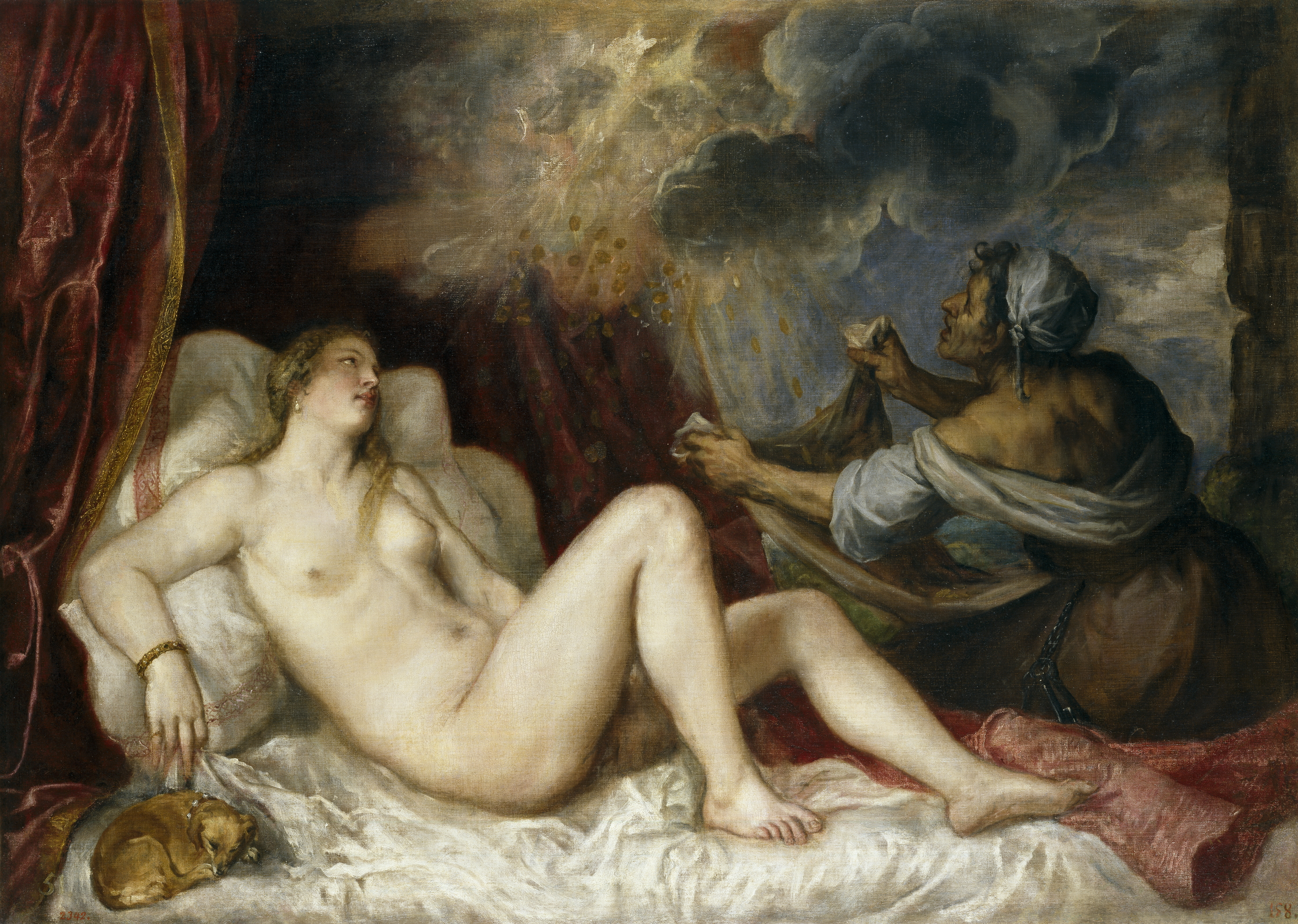
Dánae.
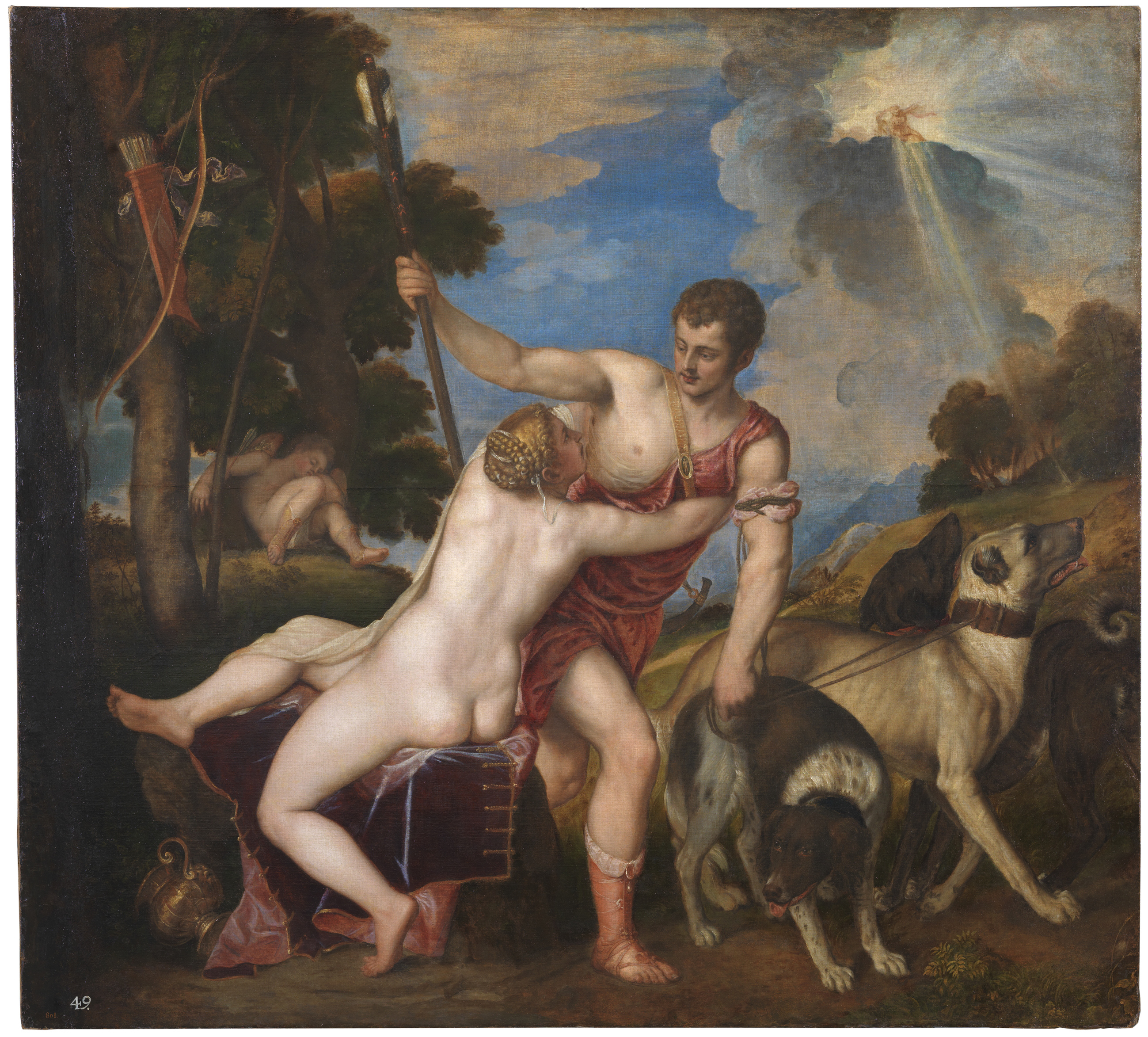
Venus y Adonis.
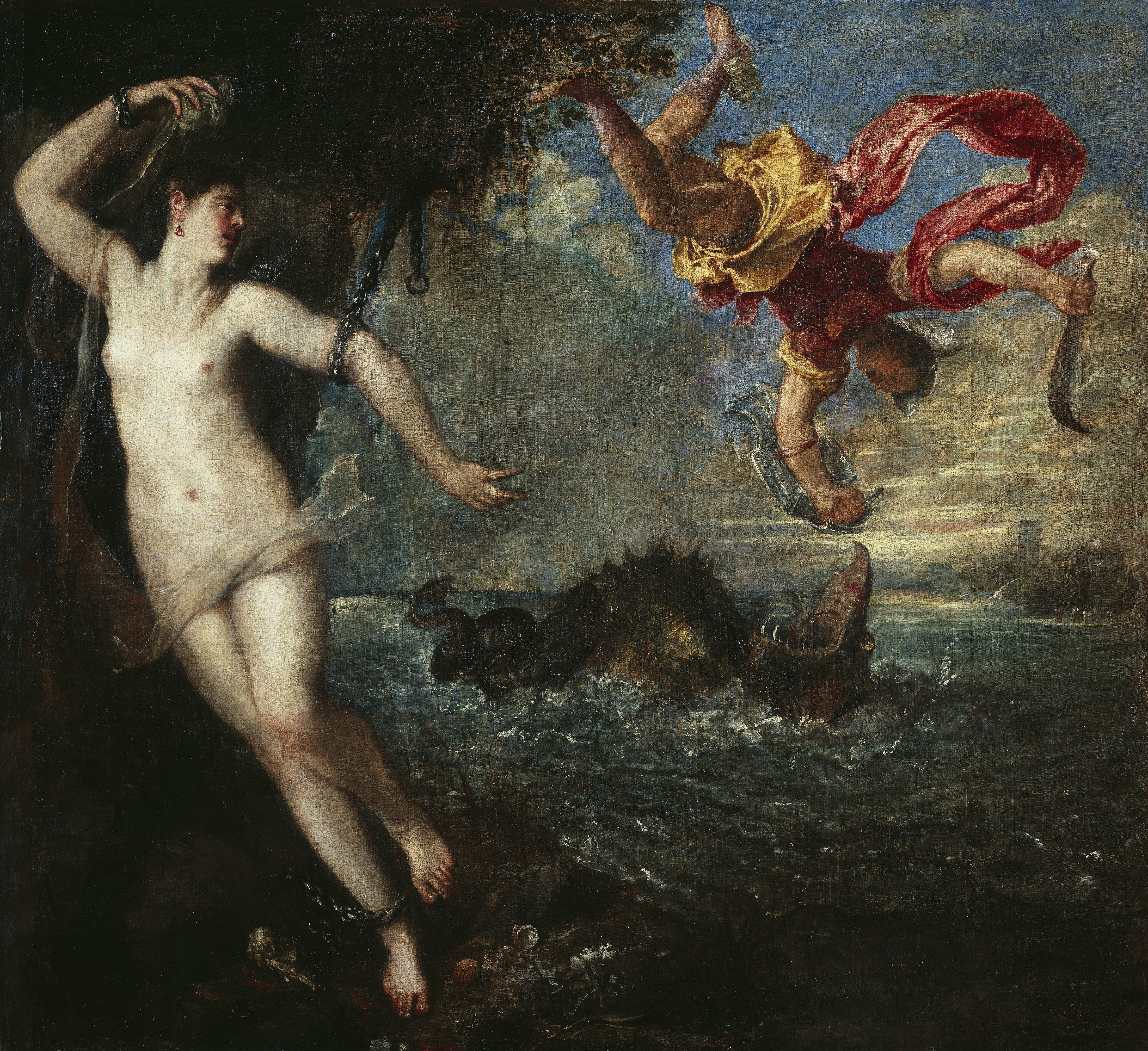
Perseo y Andrómeda.
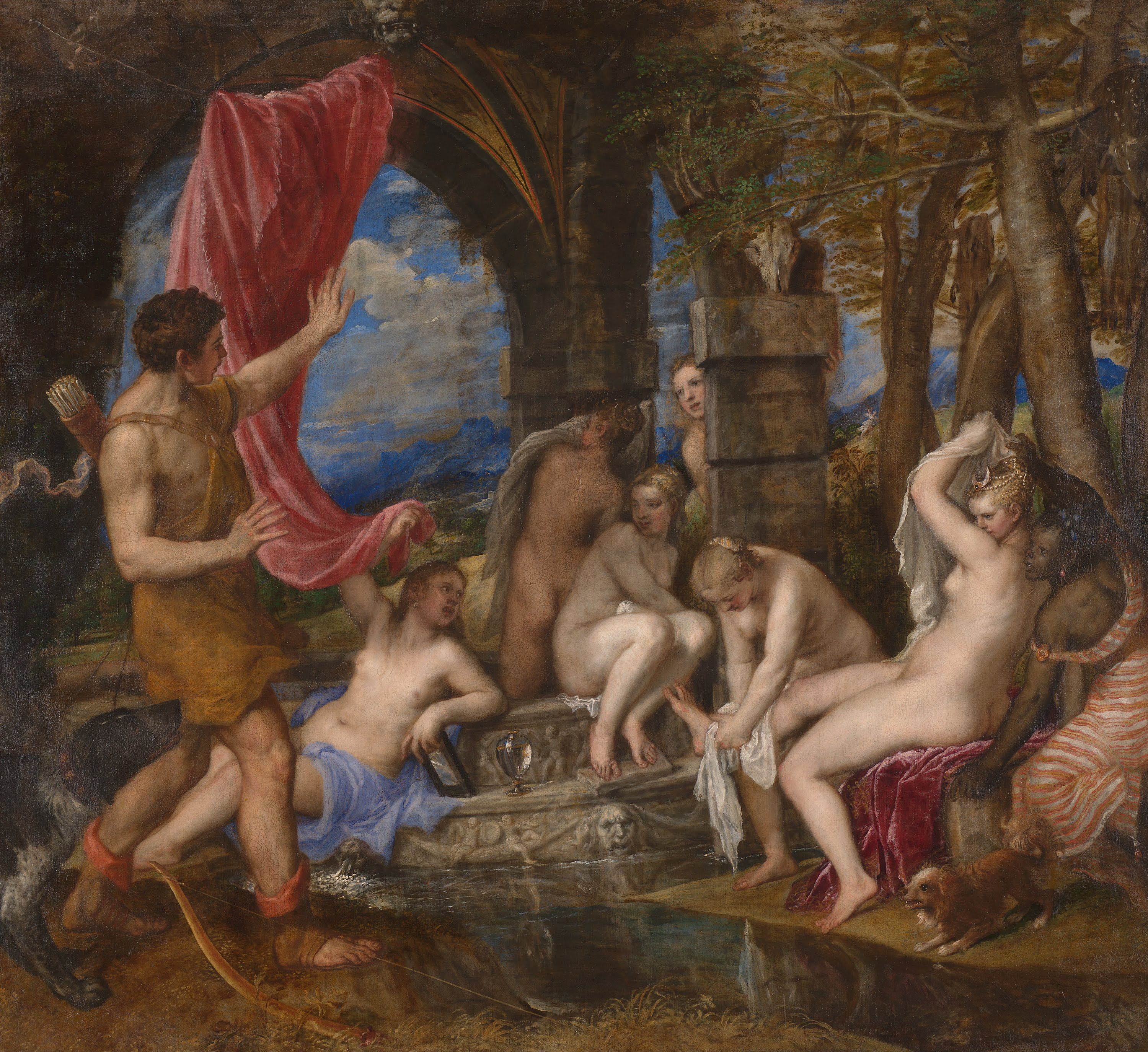
Diana y Acteón.
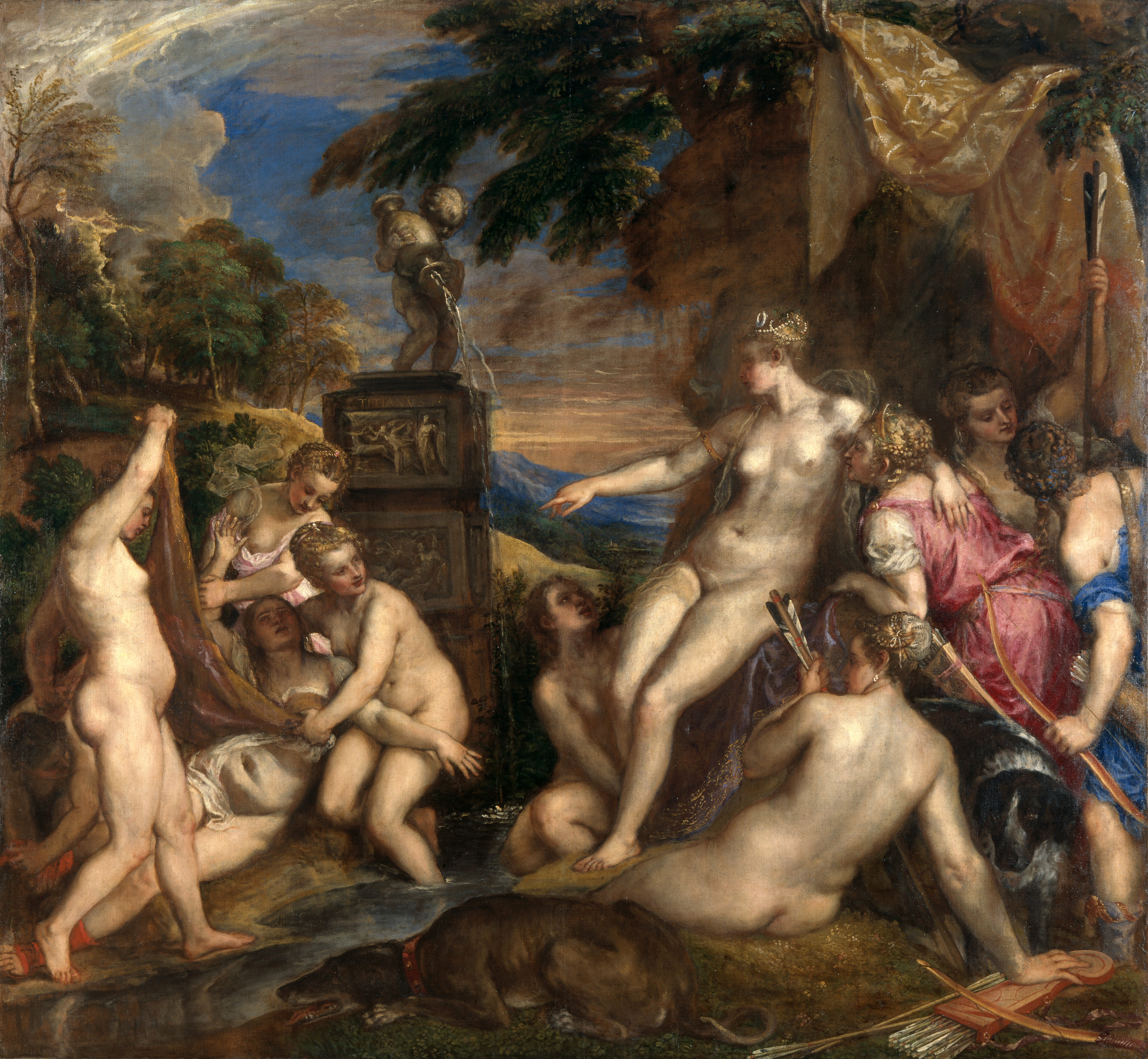
Diana y Calisto.
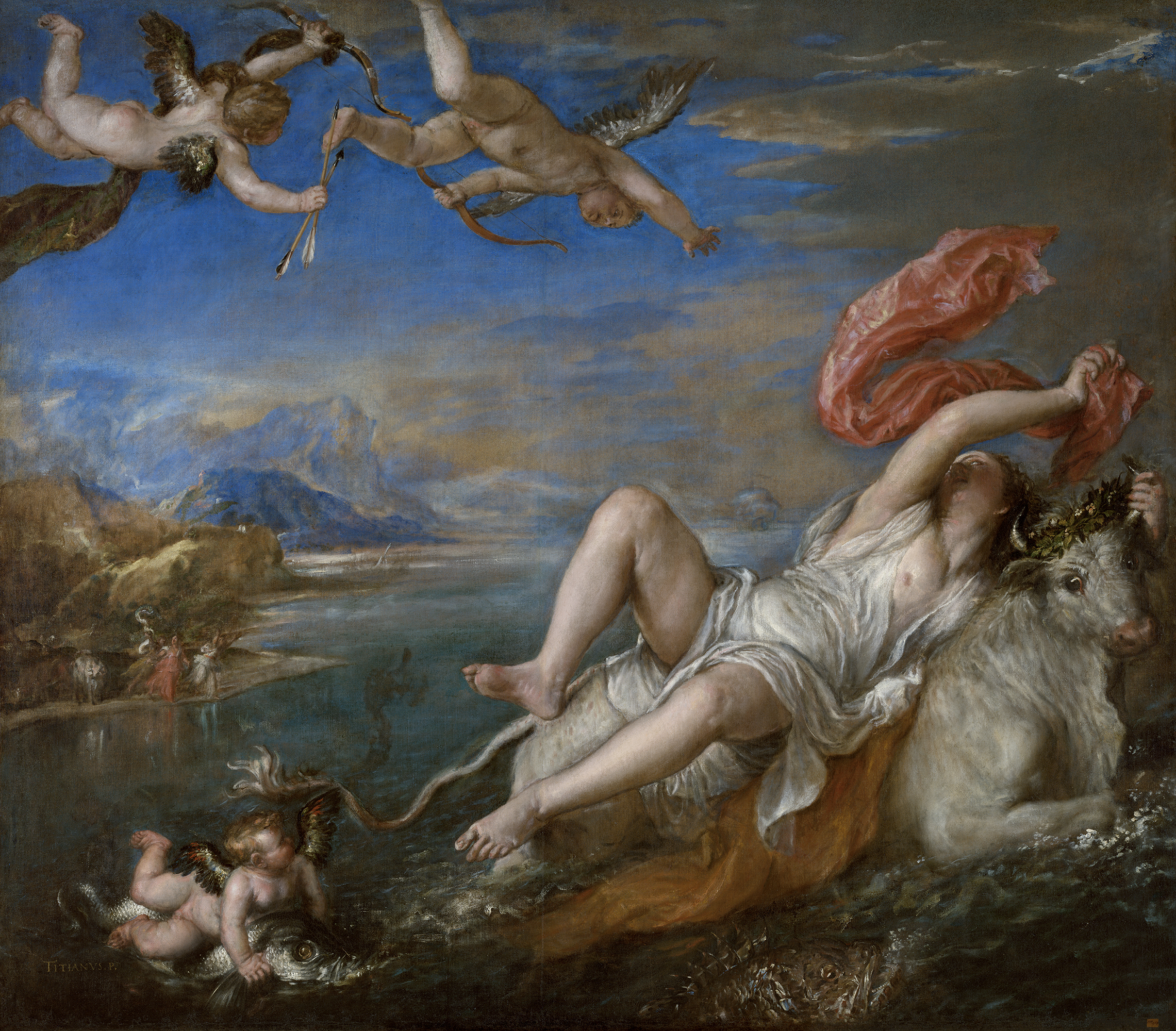
El rapto de Europa.
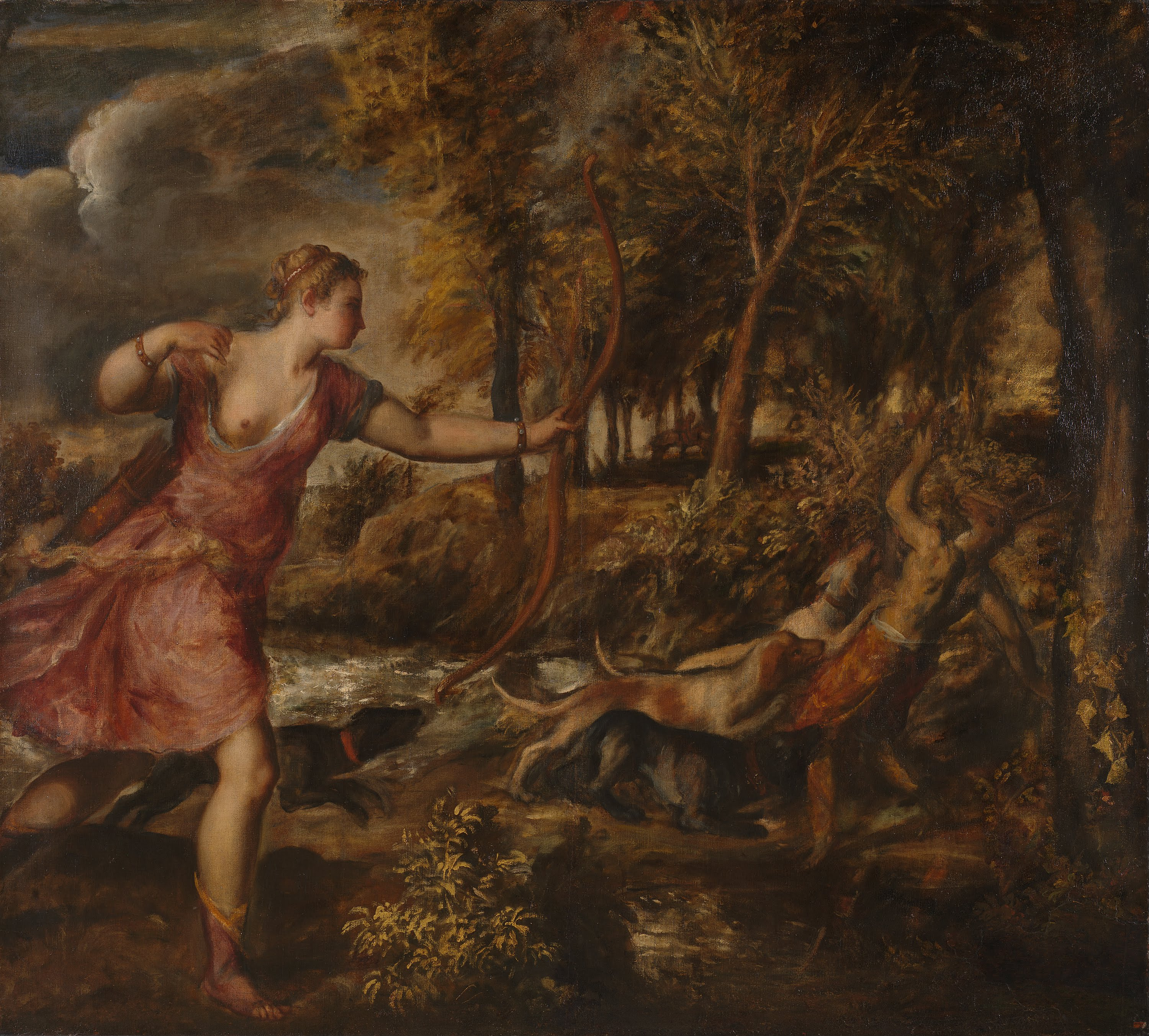
La muerte de Acteón.